# Pension Schöller (1930)
Pension Schöller ist eine Verfilmung des gleichnamigen Lustspiels von Wilhelm Jacoby und Carl Laufs. Regie führte der Regisseur Georg Jacoby. Produziert wurde Pension Schöller von der Hegewald-Film GmbH in Berlin. Seine Uraufführung feierte der Film am 21. Oktober 1930. Jacoby verfilmte den Stoff in den Jahren 1952 und 1960 erneut für das Kino.

## Handlung
Der Gutsbesitzer und Junggeselle Philipp Klapproth, der seinem Neffen Peter Klapproth das Medizin-Studium finanziert, erhält eines Tages von diesem einen Brief, in dem er seinen Onkel um 20.000 Mark bittet. Dieses Geld, so schreibt Peter, wolle er in eine Nervenheilanstalt investieren. In Wahrheit hat der Neffe allerdings ganz andere Pläne: Weder kann er Blut sehen, noch hat er überhaupt je Medizin studiert; stattdessen widmen er und sein musikbegeisterter Freund Tommy sich mit Leib und Seele ihrer Band. Mit dem Geld des Onkels stünde einem eigenen Lokal und Probenraum nichts mehr im Wege.
Der Haken: Der Skeptiker Philipp will die vermeintliche Anstalt erst einmal begutachten, bevor er das Geld herausrückt, und macht sich kurzerhand auf den Weg zu Peter. In großer Erklärungsnot befolgt dieser daraufhin Tommys Rat und führt seinen Onkel in die Pension Schöller: Diese sei „Peters Irrenanstalt“. Ihre Mystifikation gelingt ihnen nicht schlecht: Wer „Irre“ argwöhnt, dem kommen normale und nur etwas exzentrische Pensionsgäste sämtlich so vor.